# Тангинське сільське поселення
Танги́нське сільське поселення (рос. Тангинское сельское поселение) — сільське поселення у складі Ульотівського району Забайкальського краю Росії.
Адміністративний центр — село Танга.

## Історія
Станом на 2002 рік існував Тангинський сільський округ (села Новосалія, Танга, Шебартуй 2-й), село Арей перебувало у складі Ленінського сільського округу.

## Населення
Населення сільського поселення становить 1264 особи (2019; 1428 у 2010, 1717 у 2002).

## Склад
До складу сільського поселення входять:
| Населений пункт    | Населення, осіб (2002) | Населення, осіб (2010) |
| ------------------ | ---------------------- | ---------------------- |
| Арей, село         | 208                    | 185                    |
| Новосалія, село    | 173                    | 153                    |
| Танга, село        | 1107                   | 935                    |
| Шебартуй 2-й, село | 229                    | 155                    |